# Perymetr (system komunikacyjny)
Perymetr (ros. Система «Периметр», indeks GRAU 15E601) – uruchomiony w 1985 roku radziecki rezerwowy system komunikacyjny strategicznych wojsk rakietowych, zintegrowany z bojowym systemem zarządzania wojskami rakietowymi. System „Perymetr” składa się z rakiet dowodzenia służących do transmisji rozkazów bezpośrednio do wyrzutni strategicznych pocisków balistycznych (ICBM). Po otrzymaniu właściwego rozkazu przez jednostkę dowodzenia systemu „Perymetr”, nastąpić miał start rakiet dowodzenia, których zadaniem była radiowa transmisja rozkazu startu i kodów startowych do podziemnych silosów pocisków balistycznych trwająca przez czas od 20 do 50 minut. System miał zadziałać w przypadku, gdy wszystkie inne kanały łączności z wyrzutniami zostałyby zniszczone przez pierwsze uderzenie jądrowe przeciwnika.
W przypadku otrzymania rozkazów i kodów startowych z systemu „Perymetr”, pozostające w silosach pociski balistyczne miały zostać odpalone automatycznie bez jakiegokolwiek udziału personelu wyrzutni rakietowych oraz centrów dowodzenia pułków rakietowych. Rozkazy i kody startowe uzyskane z systemu „Perymetr” prawdopodobnie mogły przekazywać także stacje przekaźnikowe łączności ze strategicznymi okrętami podwodnymi oraz lotnictwem strategicznym.
Specyficzną cechą systemu „Perymetr” jest możliwość jego aktywacji zanim atak jądrowy przeciwnika został wykryty. W czasie projektowania systemu zakładano, że naczelny dowódca może wydać rozkaz aktywacji systemu po pierwszych oznakach rozpoczynającego się ataku nuklearnego. Zgodnie z oryginalnym – odrzuconym później – planem, w razie aktywacji zawczasu systemu „Perymetr” oraz przy braku rozkazu zatrzymania algorytmów w ściśle określonym czasie, start rakiet komunikacyjnych i wysłanie rozkazów oraz kodów startowych miało nastąpić automatycznie. Gwarantować to miało wykonanie jądrowego uderzenia odwetowego nawet w przypadku eliminacji najwyższego dowództwa, z możliwością anulowania ataku w razie stwierdzenia fałszywego alarmu.
Według dostępnych informacji, system „Perymetr” nigdy nie został uruchomiony w konfiguracji umożliwiającej automatyczny start rakiet dowodzenia. Wpływ na to miało uświadomienie sobie faktu, iż może nie powieść się próba zatrzymania raz uruchomionych algorytmów i praca systemu w trybie automatycznym może być potencjalnie niebezpieczna. Zrealizowano jednak strukturę systemu „Perymetr” jako rezerwowego kanału łączności, i rakiety komunikacyjne mogą zostać wystrzelone na rozkaz człowieka z centralnego dowództwa lub z jednego z rezerwowych centrów dowodzenia, w zgodzie ze standardowymi procedurami nuklearnego uderzenia odwetowego.
W grudniu 1990 roku wprowadzono do użytku zmodernizowaną wersję systemu, oznaczoną jako „Perymetr-RT”. Obecnie rakietami komunikacyjnymi systemu „Perymetr-RT” są zmodyfikowane pociski RT-2PM Topol (SS-25), wcześniej zaś rolę tę pełniły pociski RSD-10 Pionier oraz MR UR-100.
W krajach Europy Zachodniej oraz Stanach Zjednoczonych system znany jest też pod angielskim określeniem „Dead Hand” (dosłownie martwa ręka).
Usiłowano również powiązać działanie rosyjskiej radiostacji UVB-76 z „Perymetrem”.